# Trubchevsk
Trubchevsk (del ruso: Трубче́вск) es una ciudad rusa, capital del raión homónimo en la óblast de Briansk. Está situada a orillas del río Desná a 84 km al oeste de Briansk.
En 2021, la ciudad tenía una población de 13 287 habitantes. En su territorio no hay pedanías.

## Historia
Trubchevsk es mencionada por primera vez con el nombre de Trubetsk en manuscritos eslavos en la relación a los acontecimientos acaecidos entre 1164 y 1183 (véase el Cantar de las huestes de Ígor, en el que se destaca la valentía del ejército del príncipe Vsévolod Sviatoslávich de Kursk y Trubchevsk, y la presencia del bardo Boyán, al cual se han erigido varios monumentos en la ciudad, como el que se ve en la imagen), aunque las autoridades locales fechan su fundación en el año 975. En este periodo, el nombre de la ciudad es registrado como Трубечь (Trubech), Трубецк (Trubetsk), Трубческ (Trubchesk) o Трубежск (Trubezhsk).
El asentamiento en este lugar y su desarrollo de la localidad se da como centro minero de Severia. En diversas ocasiones a lo largo de la Edad Media, Trubchevsk tuvo sus propios príncipes, entre los años 1164-1196, 1202-1211, 1212-1240, 1378-1399, y, por último, entre 1462 y 1503. La última dinastía se instaló en Moscú, donde serían conocidos como príncipes Trubetskói. Entre 1609 y 1644, la ciudad estuvo bajo el dominio de la Mancomunidad de Polonia-Lituania, y recibía el nombre de Trubczewsk.
Durante la Segunda Guerra Mundial Trubchevsk fue tomada por el ejército alemán el 9 de octubre de 1941 y recuperada el 18 de septiembre de 1943 por las tropas del Ejército Rojo del frente de Briansk.

## Demografía
| 1897   | 1926   | 1939   | 1956   | 1970   |
| ------ | ------ | ------ | ------ | ------ |
| 6 900  | 11 100 | 8 300  | 9 600  | 12 100 |
| 1979   | 1989   | 1998   | 2002   | 2008   |
| 14 400 | 16 300 | 17 800 | 16 342 | 15 491 |

## Economía
La región de Trubchevsk cultiva patatas, legumbres, trigo, centeno, cebada, avena, trigo sarraceno, cáñamo, y lino. En cuanto a la ganadería, se explota el ganado bovino, equino, porcino y ovino.
La industria de Trubchevsk se basa sobre todo en la transformación de productos agrícolas. Cuenta asimismo con una fábrica de elementos electrónicos (AO Nerusa).

## Personalidades nacidas en Trubchevsk
- Iván Petrov (1896-1958), general del ejército.
- Anastasia Dmítrievna Viáltseva (1871-1913), célebre cantante de operetas.